# Cantone di L'Yssandonnais
Il Cantone di L'Yssandonnais è una divisione amministrativa dell'arrondissement di Brive-la-Gaillarde.
È stato costituito a seguito della riforma approvata con decreto del 24 febbraio 2014, che ha avuto attuazione dopo le elezioni dipartimentali del 2015.

## Composizione
Comprende i 21 comuni di 
- Ayen
- Brignac-la-Plaine
- Chabrignac
- Concèze
- Juillac
- Lascaux
- Louignac
- Objat
- Perpezac-le-Blanc
- Rosiers-de-Juillac
- Saint-Aulaire
- Saint-Bonnet-la-Rivière
- Saint-Cyprien
- Saint-Cyr-la-Roche
- Saint-Robert
- Saint-Solve
- Segonzac
- Vars-sur-Roseix
- Vignols
- Voutezac
- Yssandon